# Балуч
Балуч (пол. Bałucz) — село в Польщі, у гміні Ласьк Ласького повіту Лодзинського воєводства.
Населення — 395 осіб (2011).
У 1975-1998 роках село належало до Серадзького воєводства.

## Демографія
Демографічна структура станом на 31 березня 2011 року:
|          | Загалом | Допрацездатний вік | Працездатний вік | Постпрацездатний вік |
| -------- | ------- | ------------------ | ---------------- | -------------------- |
| Чоловіки | 200     | 52                 | 123              | 25                   |
| Жінки    | 195     | 38                 | 111              | 46                   |
| Разом    | 395     | 90                 | 234              | 71                   |